# Richard Wilhelm
Richard Wilhelm (chinês tradicional: 衛禮賢, pinyin: Wèi Lǐxián; 10 de maio de 1873, Tübingen – 2 de março de 1930, Stuttgart) foi um sinólogo, teólogo e missionário alemão. Ele é lembrado principalmente por suas traduções de trabalhos filosóficos do chinês para o alemão que, por sua vez, foram traduzidas para outras línguas, incluindo o inglês e o português. Sua tradução do I Ching ainda é considerada uma das melhores, assim como sua tradução de O Segredo da Flor de Ouro; ambas foram publicadas com introduções do psicólogo suíço Carl Jung, amigo pessoal de Wilhelm.

## Biografia
Filho de Gotthilf Augenius Wilhelm (1832-1882) e sua esposa Catharina Friederike. Seu pai veio de Oberweißbach e, como pintor da corte, dirigiu um estúdio de pintura em vidro e porcelana em Stuttgart. Após a morte precoce de seu pai, Wilhelm cresceu junto com sua irmã Helene sob os cuidados de sua mãe e avó. A partir de 1879, ele inicialmente frequentou a escola primária e depois foi transferido para uma escola secundária porque ele deveria assumir os negócios de seu pai. No entanto, devido à sua saúde debilitada, à morte de seu pai e às dificuldades financeiras resultantes da família, sua mãe decidiu que ele deveria estudar teologia.
Como preparação, ele frequentou o humanístico Eberhard-Ludwigs-Gymnasium em Stuttgart a partir de 1883. A partir do outono de 1891, Wilhelm estudou teologia protestante em Tübingen; ele também se dedicou a uma ampla variedade de interesses, incluindo literatura, filosofia, arte e, acima de tudo, música. Após seu primeiro exame de estado teológico e ordenação em 1895, serviu como vigário em Wimsheim e, a partir de 1896, em (Göppingen-)Bezgenriet. Quando representou o pastor doente Theophil Blumhardt em Boll em 1897, Wilhelm conheceu seu irmão, o teólogo Christoph Blumhardt.

### Missionário na China
Quando Wilhelm foi transferido para Backnang no final de 1898, candidatou-se com sucesso à Sociedade Missionária Evangélica Protestante Geral (AEPM) como missionário no protetorado alemão de Kiautschou, na China, onde chegou em maio de 1899. Inicialmente responsável pelo cuidado pastoral da congregação alemã e pelo ensino em sua escola em Qingdao, Wilhelm pôde dedicar-se inteiramente ao trabalho missionário e educacional após a chegada do Pastor Wilhelm Schüler em abril de 1900. No mês seguinte, casou-se com Salome Blumhardt (1879-1958), filha de Christoph Blumhardt, em Xangai. Ela o apoiou em seu trabalho, por exemplo, como enfermeira e professora.
Após sua mediação em conflitos violentos entre os militares alemães e os camponeses chineses, a reputação de Wilhelm cresceu entre a população local, de cujos círculos superiores ele recebeu apoio financeiro para seus objetivos. Já em 1901, um hospital foi construído e várias escolas foram fundadas, incluindo o Seminário Alemão-Chinês (uma escola secundária para meninos), também conhecido como "Escola Lixian" (em homenagem ao nome chinês de Wilhelm), em maio de 1900, bem como a Escola Meiyi em 1905 e a Escola Shufan (uma escola de ensino fundamental e médio para meninas) em 1911. Além de dirigir essas escolas, Wilhelm dedicou-se às escolas chinesas e à educação de meninas e mulheres, a fim de melhorar sua situação social. Por seus serviços, recebeu uma patente oficial chinesa (4º nível). Em concordância com seu sogro Blumhardt, Wilhelm via seu trabalho missionário como uma espécie de "penetração espiritual" na qual nem o batismo nem a igreja oficial eram de importância central, o que o colocou repetidamente em conflito com a AEPM. Para aprender os fundamentos da cultura chinesa, teve aulas de chinês, auxiliado por seus contatos com a elite local, parte da qual havia fugido para o protetorado após a queda do Império Chinês (1911). Além de publicar inúmeros artigos sobre suas atividades e as condições atuais na China, Wilhelm em vista de seu crescente fascínio pela cultura clássica chinesa, começou a traduzir obras-chave chinesas para o alemão. Ele tinha grande estima pelo confucionismo, mas posteriormente também traduziu Lao Tzu e o I Ching. Em Qingdao, Wilhelm fundou uma Sociedade Confúcio e uma Biblioteca Confúcio com a assistência de autoridades e acadêmicos chineses. Durante a Primeira Guerra Mundial, permaneceu em Qingdao, apesar da ocupação japonesa, cuidando de estudantes, refugiados e do hospital da região.

### Retorno à Alemanha e últimos anos
Em 1920, Wilhelm retornou à Alemanha. Lá, fez muitos contatos por meio de suas atividades como professor. Na "Escola de Sabedoria" sob a tutela do conde Hermann von Keyserling em Darmstadt, conheceu sua futura patrona, a condessa Bertha von Francken-Sierstorpff. Ele também já considerava a ideia de estabelecer um "Instituto da China" em Frankfurt. De 1922 a 1923, Wilhelm trabalhou como consultor para assuntos culturais e educacionais na embaixada alemã em Pequim e lecionou literatura e filosofia alemãs na Universidade Imperial de Pequim. Em Frankfurt, onde havia recebido um doutorado honorário da Faculdade de Filosofia em 20 de novembro de 1922, planos estavam sendo desenvolvidos para estabelecer uma cátedra de estudos chineses para Wilhelm; o projeto foi apoiado pelo classicista Walter F. Otto (1874-1958) e pelo diretor da Städel, Georg Swarzenski. Após longas negociações, o ministério prussiano responsável concedeu a Wilhelm um cargo de professor em junho de 1924, inicialmente por cinco anos, financiado pela Condessa Sierstorpff. Wilhelm retornou da China em outubro de 1924 e se mudou para um apartamento em Frankfurt. Nomeado professor honorário em 26 de novembro de 1924, ele começou a dar aulas no semestre de inverno. Em 1926, surgiu uma resistência dentro da faculdade contra seu desejo de converter seu cargo de professor em professor titular; no entanto, em 1º de abril de 1927, Wilhelm foi nomeado professor titular, cujo salário continuou a ser pago pela Condessa Sierstorpff. Em meados de novembro de 1925, Wilhelm concretizou sua ideia de um "Instituto da China" em Frankfurt.
Com o Instituto Chinês, a Sinologia de Frankfurt assumiu uma posição de destaque na Alemanha. O sucesso do instituto deveu-se, em grande parte, aos esforços incansáveis de Wilhelm, que utilizou sua crescente fama como tradutor e suas inúmeras palestras no país e no exterior para promover o instituto. Institutos filiais foram fundados, como o de Munique, em 1927. Wilhelm também promoveu o intercâmbio acadêmico entre a China e a Alemanha, facilitando contatos pessoais entre acadêmicos e estudantes alemães e chineses. Dramas chineses (na tradução de Wilhelm) foram encenados no Schauspielhaus, uma "Semana da Música Chinesa" ocorreu em 1927, e Wilhelm proferiu palestras em colaboração com Ernst Beutler no Instituto Goethe. Ele também editou a série de publicações do Instituto Chinês: os "Documentos Chineses para Ciência e Arte", que foi continuada em 1927 como um periódico sob o título "Sinica", e o anuário "Almanaque Chinês-Alemão". Suas publicações de também demonstravam interesse pelas convulsões políticas e sociais na China moderna. Ele seguia com simpatia as políticas de Sun Yat-sen, fundador do Partido Kuomintang. Seu filho, Fo, que também era Ministro das Ferrovias, visitou o Instituto Chinês em 1928 e o apoiou financeiramente. Wilhelm também revisou a dissertação do sociólogo e sinólogo Karl August Wittfogel, que, como membro da equipe do Instituto de Pesquisa Social de Frankfurt, estudou intensamente as condições na China.

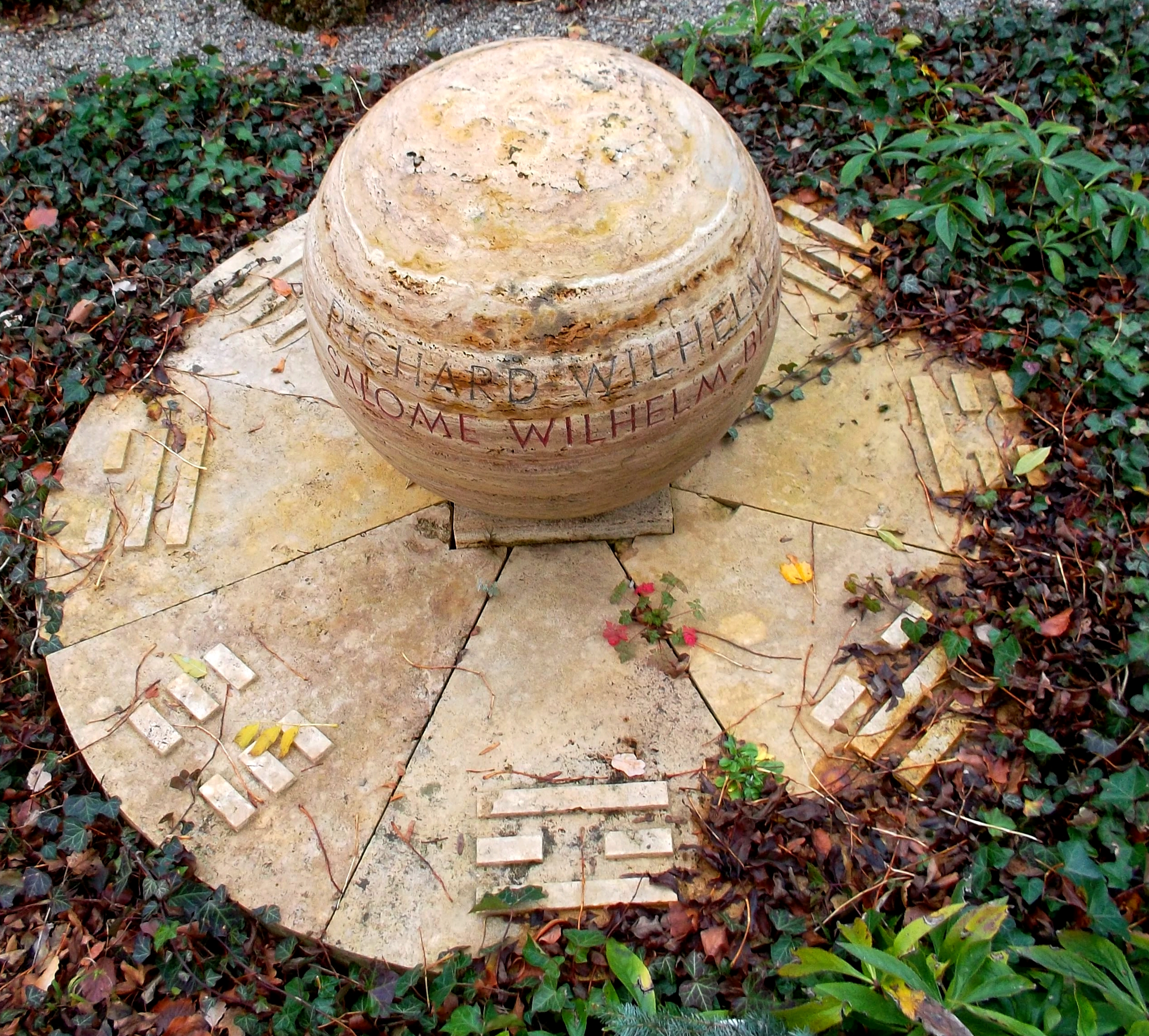
Túmulo de Richard Wilhelm e sua esposa no histórico cemitério de Blumhardt

O fato de Wilhelm ter se distanciado de crenças genuinamente cristãs ao longo de sua vida e almejado uma espécie de "renascimento neoconfucionista" na China o afastou por muito tempo da AEPM, cujos serviços ele havia deixado em 1921. Em 1929, foi demitido do serviço religioso. Devido a uma doença tropical (esprú tropical) que Wilhelm havia contraído na China, sua saúde se deteriorou nos últimos anos. Ele faleceu em 1930 no Hospital Tropical de Tübingen. Seu túmulo encontra-se no Cemitério de Old Bath, em Bad Boll.
Além do reconhecimento acadêmico, suas traduções lhe renderam aclamação nos círculos literários, incluindo Hermann Hesse e Bertolt Brecht. Sua tradução para o inglês do I Ching (publicada em colaboração com Carl Gustav Jung) influenciou a cultura pop americana nas décadas de 1950 e 1960, e suas traduções continuam a ser reimpressas. No entanto, Wilhelm também recebeu críticas de sinólogos devido à sua técnica de tradução livre, particularmente porque ele geralmente evitava formas estritamente filológicas e aparatos acadêmicos em favor da legibilidade.
Seu casamento com Salome Wilhelm gerou quatro filhos: Siegfried (1901-1962), Manfred (1902-1985), Hellmut (1905-1990) e Walt (1916-1971). Salome retornou à China no início da década de 1930, onde seus quatro filhos moravam. Hellmut havia estudado Sinologia e já havia sustentado seu pai no Instituto Chinês. Ele lecionava língua e literatura alemãs na Universidade de Pequim, trabalhava como correspondente do Ffter Zeitung e, como seu pai, era considerado um especialista em I Ching. Siegfried trabalhou como arquiteto e no exército na China até 1938 e depois morou em Frankfurt, entre outros lugares. Manfred trabalhou como engenheiro civil e empresário na China, e Walt trabalhou lá para a IG Farbenindustrie AG. Salomé Wilhelm publicou um livro em memória do marido em 1956 e foi sepultada ao lado dele em Bad Boll após sua morte em 1958.

### Legado
O espólio de Richard Wilhelm encontra-se no arquivo da Academia de Ciências da Baviera, em Munique. Após a Segunda Guerra Mundial, o Instituto da China na Universidade de Frankfurt existiu apenas nominalmente, e foi somente na década de 1970 que o titular da cátedra de Sinologia em Frankfurt, Chang Tsung-tung, tentou revitalizá-lo. Um Centro Interdisciplinar de Estudos do Leste Asiático (IZO) foi estabelecido na Universidade de Frankfurt em 2004/05. Com o apoio da Câmara de Comércio e Indústria de Frankfurt, o Instituto Chinês foi reativado como associação em 2005 e, desde 2007, é presidido pelo sinólogo Iwo Amelung. Em 1993, o sinólogo Helmut Martin fundou o Instituto de Tradução Richard Wilhelm na Universidade do Ruhr, em Bochum. Desde a virada do milênio, o interesse acadêmico interdisciplinar por Wilhelm cresceu novamente, refletido, por exemplo, em várias conferências, incluindo uma em Bad Boll, que também contou com a presença de numerosos acadêmicos chineses. A série de "Palestras Richard Wilhelm" em Sinologia teve início na Universidade Goethe de Frankfurt em 2017. Wilhelm e seu trabalho (naquela universidade) como educador e mediador cultural também são homenageados em Qingdao. No terreno da Escola Fundamental nº 9, que surgiu do Seminário Alemão-Chinês, a casa de Wilhelm foi reconstruída em 2017. No "Ecoparque Alemão-Chinês" no distrito de Huangdao, para onde a Escola Fundamental nº 9 foi transferida, um Salão Richard Wilhelm foi construído em 2018, onde um Museu foi inaugurado em maio de 2021.